# Eurostopodus papuensis
Eurostopodus papuensis là một loài chim trong họ Caprimulgidae.